# Check Point Software Technologies Ltd.
Check Point Software Technologies Ltd. (NASDAQ: CHKP
) (en hebreu: צ'ק פוינט טכנולוגיות תוכנה בע"מ) és un proveïdor global de solucions de Seguretat informàtica. Conegut per productes de tallafocs i  xarxes privades virtuals (VPN), va ser pioner en la indústria informàtica amb FireWall-1 per incorporar una tecnologia patentada d'inspecció d'estat. Amb el temps, la companyia ha desenvolupat, comercialitzat i suportat una àmplia gamma de programari i maquinari combinats i productes de programari que cobreixen tot tipus d'aspectes de seguretat de tecnologies de la informació i la comunicació, incloent seguretat de xarxa, seguretat endpoint, seguretat de dades i gestió de seguretat. Fundada el 1993 a Ramat-Gan, Israel, Check Point disposava, l'any 2018, d'aproximadament 5.070 empleats arreu del món. Els centres de desenvolupamentes troben a Israel, Califòrnia (ZoneAlarm), Suècia (ex centre de desenvolupament i protecció de dades) i a Belarús. L'empresa també té oficines als Estats Units, a Redwood City (Califòrnia) i a Dallas (Texas), així com al Canadà a Ottawa.

## Història
Check Point va ser creada el 1993, pel president actual de la companyia i Executiu en cap Gil Shwed, a l'edat de 25 anys, i dos dels seus amics, Marius Nacht (actualment vicepresident) i Shlomo Kramer. El 2003, Kramer va deixar va deixar Check Point per crear una nova empresa, Imperva. Gil va tenir la idea inicial de la tecnologia base que es coneix com a inspecció d'estat. Aquesta és l'arrel per al primer producte de la companyia (anomenat simplement FireWall-1), poc després van desenvolupar un dels primers productes VPN del món (VPN-1).
El finançament inicial de 600.000 dòlars va ser proporcionada per BRM Group, una companyia de capital de risc creada pels germans Eli i Nir Barkat (qui l'11 de novembre de 2008 va ser escollit com a batlle de Jerusalem). L'empresa va tenir un primer èxit comercial el 1994, quan Check Point va signar un acord OEM amb Sun Microsystems, seguit per un acord de distribució amb Hewlett-Packard el 1995. El mateix any, s'obre l'oficina central dels Estats Units a Redwood City, Califòrnia.
El febrer de 1996, la companyia fou líder del mercat mundial tallafocs segons la International Data Corporation (IDC), amb un 40% de la cuota de mercat. El juny de 1996 Check Point va recaptar 67 milions de dòlars de la seva Oferta pública inicial d'accions en el index NASDAQ.
El 1998, Check Point va establir una aliança amb Nokia, que va combinar el programari de Check Point amb els accessoris de seguretat de xarxa per a ordinadors de Nokia,
L'any 2000, l'empresa va esdevenir el principal proveïdor mundial de solucions de VPN (en termes de quota de mercat). Durant la dècada del 2000, Check Point va comprar altres empreses de seguretat informàtica, culminant amb l'adquisició de la unitat de negoci de Nokia de seguretat de xarxa el 2009, poc més de deu anys després de la primera associació amb Nokia.
A finals de la dècada de 2010 desenvolupava proteccions de ciberseguretat de cinquena generació.